# “B.A.D.”Beyond Another Darkness
『B.A.D. Beyond Another Darkness』（ビヨンド アナザー ダークネス）とは綾里けいしによる日本のライトノベルおよびそれを原作とするメディアミックス作品である。イラストはkona。ファミ通文庫（エンターブレイン）より2010年1月から2014年12月まで刊行された。第11回エンターブレインえんため大賞小説部門優秀賞受賞作。

## あらすじ
一般の依頼はほとんど扱わない繭墨霊能探偵事務所。そこで働く小田桐勤は、事務所内に漂う甘いチョコレートの香りと、所長の繭墨あざかの我が侭に振り回される日々にストレスを抱える毎日を送っていた。そんなある日、廃ビルの谷間に持ち主不明の内臓が落下する事件が起こる。そして事務所に「その内臓は自殺した姉のものだ。」と言う女性が現れる。

## 登場人物

### 主要人物
繭墨 あざか（まゆずみ あざか）
強力な異能の力を持つ、14歳の美少女。繭墨霊能探偵事務所所長。紅い唐傘を媒介に異界と繋がったり、夢を渡ることが出来る。小田桐の『鬼』によって裂かれた腹を治せる存在。
性格は傲慢で冷酷で我が侭。黒のゴシックロリータを纏い、毎日チョコレートを食べている。陰惨な事件や人の死を娯楽にし、退屈を嫌う。
依頼のない日はほぼ1日中チョコレートを食べながら退屈を紛らわせている。
チョコレート以外の物を摂取するぐらいなら死ぬと宣言するほどの偏食家。繭墨曰く本来あざかの肉体は不死に近くチョコレートしか食べない偏食によって衰弱し普通の少女並になっているらしい。しかし、「あざか」としての教育を繭墨本家で受けていた時は普通の食事をしていたらしい。チョコレートであれば特にこだわりはなくファストフード店のチョコシェイクから小田桐ではとても買えないような高級なものまで食べる。
事務所に住んいるが掃除や洗濯などは一切せず、私室はなぜあるのか繭墨にもわからない物（スクール水着、男物の服、ラッパなど）が散乱している。
自分が理解できない謎の生物が大の苦手で幸仁の書いた「神」を前にすると絶叫し、激しく動揺する。
あさとの痕跡を追っている最中、「面白そうだから」という理由で瀕死の小田桐を助け、助手として雇う。
異能の一族・繭墨家の『生き神』として崇められ、一族を支配している。繭墨家の基盤を作ったと言われる、初代『あざか』の再来と言われるほど強い力を持っているが、本人は崇められ依存されることを心底嫌っている。
『あざか』という名は繭墨家の生き神である女子に与えられるものである為、あざかの名を継ぐ前には別の名を持っていた。また、チョコレートを極度に摂取するきっかけになった出来事はあざかの名を継ぐ前に起きた。
小田桐 勤（おだぎり つとむ）
19歳。繭墨霊能探偵事務所の唯一の所員。
元は平凡な高校生だったが、あざかの兄・あさとによって腹に『鬼』を孕まされてしまう。瀕死のところを偶然あざかと出会い、命を救われる。その後は繭墨霊能探偵事務所で働くこととなるが、あざかの我が侭に振り回される、安月給で経費は自腹、仕事内容は他人の心の闇を覗くものばかりという日々に、ストレスを溜め続けている。このストレスが原因で10代にも関わらずヘビースモーカーになってしまった。しかし腹に鬼がいる限り、あざかから離れることは出来ない。
性格は、基本的にはお人好しで他人の生活習慣にまで口を挟むお節介。特に適当にその日を暮している雄介には口うるさく、雄介にはオカン気質と評され、昼夜関係なくチョコレートを食べ続けるあざかに対しても歯を磨けなどとお節介をやく。
目上の人間やそれほど親しくない人間にはたとえ子供であろうと丁寧な口調で話し、一人称は「僕」だが意外と乱暴で短気。しかし、この性格は鬼を孕んだ影響によるもので、本来は口調に合ったややおとなしい性格だった。
物語の初期では小田桐が他人に同調するたびに成長する鬼を孕んだことで他人と関わりあうことをできるだけ避けていたが、初めて鬼と対面した際に鬼が自分を父として慕っていることに気付き自分の子供と認めることで鬼をある程度制御することに成功する。その時から無理に同情を抑え、他人に無関心な態度をとることをやめ、本来のお節介な性格に戻った。また、白雪を救うことに成功してからはできるだけ他人を救ってやりたいと思うようになり、そのためには自己犠牲も厭わない。しかし本音では自分が1番大事で、他人が自分のせいで死ぬことは自殺したくなるほど苦しいが、他人を犠牲にしてでも自分だけは死にたくないという矛盾した思いがある。そのため、度々偽善者と罵られ、自身の醜さに悩んでいた時期もあった。現在はふっきり、他人のために死ぬことなどまっぴらご免だが、自分が生きてできることなら全力を尽くすことの決めた。
繭墨を筆頭に女運が非常に悪く、小田桐と交流のある女性はことごとく性格に問題がある（しかし、本人はそのことに気付いていない）。
雨香（うか）
静香の願望とあさとの異能によって小田桐の腹に孕まされた『鬼』。小田桐のことを「ぱぁぱ」と呼ぶ。強大な能力は未知数。血を通じて、その人の記憶を小田桐に伝えることが出来る。小田桐の感情に同調すると、腹を破って出てこようとする。急速な早さで成長し続けており、今のところは人間と変わらぬ外見をしているが、成長しきった姿がどのような外見になるかは不明。
繭墨 あさと（まゆずみ あさと）
あざかの腹違いの兄で、先代『あざか』の実子。17歳。常に狐の面をつけ、紺色の唐傘を持っている。繭墨家とあざかに対する怨みと自身の娯楽の為、様々な怪異を起こす。
他人の願いを叶える異能の持ち主だが、その力は元となる欲望がないと具現化出来ない。また、あざか程ではないが異界の表面を歩くことができる。
『あざか』の地位に執着していた先代により、『あざか』を継ぐ女子として育てられるが、現在のあざかの出現と男であることが周囲に気付かれたことにより『あざか』を継げず、地下の座敷牢に次代の『あざか』をつくるための貴重な異能をもった男として飼い殺されていたが、後に繭墨家を出奔する。
出奔後、普通の人間の生活に興味を持ち、2歳年齢を誤魔化して小田桐のいた高校に通い始める。そして小田桐を友人に選び、しばらくは怪異とは無縁の友人関係を築いたが、静香の願望を叶え小田桐の腹に鬼を孕ませると行方不明になる。自分の玩具だと思っていた小田桐があざかに拾われたことを知ると、2人に度々悪趣味なゲームを挑むようになる。その後、あざか同様彼の腹を開きにくくしたり、開いた腹を塞ぐことができることが分かった。
あざかと同じく幸仁の書いた「神」が苦手。
嵯峨 雄介（さが ゆうすけ）
高校3年生。実父の家庭内暴力により、ストレスの捌け口として実母から虐待を受けていた。実母亡き後、迎えられた継母・朝子と妹・秋とは仲が良く、家族としての愛情を抱いていた。しかし実父の家庭内暴力が原因で朝子が秋と共に心中したことで、実父への復讐を決意する。骨格標本を作るのが趣味で、死後の朝子と秋の骨を保存していた。
実父の死後は実家を出て、あざか達の暮らす町の私立霧碕学園へ転入。一人暮らしをしているが、頻繁に小田桐の自宅アパートに入り浸り、事件に首を突っ込んだりしている。
常に金属バットを持ち歩いており、武器として利用している。
七瀬 七海（ななせ ななみ）
小田桐が住むアパートの大家さんの孫娘で、祖母と同居している。家事全般をこなすしっかり者の小学生。都合よく小田桐を利用しているが、小田桐だけはそのことに気付いていない。将来は小田桐の嫁になるつもりでいる。あざかと雄介のことを毛嫌いしており、雄介のことは「フナムシ」と呼んでいる。
現在は、綾が人間ではないことを承知の上で一緒に暮らしている。

### 異能者とその一族

#### 繭墨家
繭墨 千花（まゆずみ ちはな） （1巻）
久々津（くぐつ）
千花の従者。家畜のような扱いを受ける。千花の元を去った後、舞姫の従者となる。

#### 水瀬家
水無瀬 白雪（みなせ しらゆき）
描いた文字を具現化する能力を持つ一族・水無瀬家の現当主。当主となる際に一族の掟により舌を奪われた為、会話は筆談で行っている。
誇り高く気丈に振る舞う美少女だが、内面には脆い部分を持っている。時代遅れの生活をしている為、世間に疎い部分がある。小田桐に好意を寄せている。また、自らのことを小田桐の「妻」と言っている。
水無瀬 幸仁（みなせ ゆきひと）
白雪の従者。異能の力は弱い。心優しいが気が弱く、筆談でないとまともに人と話せない。携帯メールの文章では人格が変わる。
水無瀬 白峰（みなせ しらみね） （2巻）
白雪の兄、水無瀬家の元当主。
水無瀬 柚木乃 （2巻）
白峰の亡妻。
水無瀬　雅（みなせ　みやび）
白雪の傍仕え頭。白雪のことを常に想い、彼女を支える。敬語で白雪と接するが、彼女が傷つかないよう計らうなど白雪に対して愛情を持っている。
一方、幸仁に対しては白雪が俗世に興味を持つたびに殴り倒すなど怖い一面もあわせ持つ。
更紗（さらさ）‧蝶尾（ちょうび） （2巻）
『金魚屋敷』の子供。現水瀬家世話をする。

#### 雁屋家
雁屋 灯（かりや あかり） （3巻）
雁屋一族の『鬼子』。手で影を形取りその影を使役する。しかし、影が暴走し灯を傷つけるなどあまり能力は強くない。
日傘（ひがさ） （3巻）
灯の『沈め者』

#### その他の異能者
神宮 ゆうり（じんぐう ゆうり） （5巻）
麗泉女学園の生徒。神宮の異能者。自称『猫』。あさとに恋心を抱く。
唐繰 舞姫（からくり まいひめ）
異能の力を持つ人形師。久々津を拾い、従者にする。

### 狐の事件に関わる者
深山 静香（みやま しずか）
小田桐の高校の後輩。文芸部所属。可愛い系の顔立ちの奥手な少女だが、親に愛されずに育ったせいか凄まじく愛に飢えており、好きになった人に一方的につきまとう行為を繰り返す。
小田桐を好きになり温かい家庭を持つことを望むが、想いが叶わないことを悟って投身自殺を図る。最期の願望が「小田桐が静香の子を孕むこと」であった為、あさとの異能により小田桐は『鬼』を孕むこととなった。
山下 和枝（やました かずえ） （1巻）
委托人。25歳。
山下 優紀子（やました ゆきこ） （1巻）
和枝の姉。一カ月前に飛び降り自殺。
杉田 智之（すぎた ともゆき） （1巻）
優紀子の彼氏。
嵯峨 雄二郎（さが ゆうじろう） （1巻）
雄介の父。妻子に対し、日常的に暴力を振るう。
嵯峨 朝子（さが  あさこ） （1巻）
雄二郎の二人目の妻。秋と首吊り心中する。
嵯峨 秋（さが あき） （1巻）
朝子の娘。
嵯峨 綾音（さが あやね） （1巻）
雄二郎の三人目の妻。
立花 琴子（たちばな ことこ） （1巻）
委托人。
牧原 和馬（まきはら かずま） （3巻）
山村 美咲 （3巻）
和馬の恋人。溺死。
佐藤 晴宏 （4巻）
白木 麻須美 （4巻）
彩の母。
白木 彩（しらき あや）（4巻）
白木 綾（しらき あや）
彩の空想友人。元は肉塊だが、あさとの異能により人間の姿と人格を得る。自分の存在に悩んでいた時に七海に拾われ、以来七海宅に居候している。
丹波 （4巻）

### その他
亜城（あしろ） （2巻）
金魚屋敷の主。
香坂 椿（こうさか つばき）（5巻）
麗泉女学園の生徒。刃物による失血死。
一ノ瀬 瑠衣子（いちのせ るいこ）（5巻）
麗泉女学園の生徒。
小鳥（ことり）
麗泉女学園の生徒。
高梨 志月（たかなし しづき）（5巻）
麗泉女学園の生徒。
沙織（さおり）（5巻）
麗泉女学園の生徒。行方不明。

## 漫画
角川書店発行の漫画雑誌『月刊少年エース』2011年2月号にて73ページの読み切りが掲載された、タイトルは「彷徨う魂は地上の夢を魅る」。作画担当者は榊原宗々。
2011年10月18日創刊の偶数月発行の隔月刊雑誌『アルティマエース』（角川書店）2011年Vol.1号より同作者による連載が開始した。Vol.7号にて連載終了した。全2巻。読切版はコミックス第1巻には収録されていない。
また、同社発行の4コマ漫画専門雑誌4コマnanoエース2011年Vol.1号より「B.A.D.4コマ」というタイトルで同じ作者の榊原宗々による連載が開始したが、こちらは、前者と違い、本編の話やキャラクターをパロディギャグで描いている。ファミ通文庫の公式サイト『FB online』にも月2回更新で出張版をカラー連載している。『4コマnanoエース』の連載は2012年Vol.12号にて終了。『FB online』の連載も2012年11号頃に終了している。『FB online』掲載分は、2012年11月22日～12月5日の期間中にBOOK☆WALKERでシリーズ全作品を購入すると特典「4コマ ミニコミックス」として購入者全員に配信された。

## 既刊一覧

### 小説
- 綾里けいし（著）・kona（イラスト）、エンターブレイン〈ファミ通文庫〉、全17巻
  - 『B.A.D.1 繭墨は今日もチョコレートを食べる』、2010年1月30日発売[4]、ISBN 978-4-04-726286-7
  - 『B.A.D.2 繭墨はけっして神に祈らない』、2010年3月29日発売[5]、ISBN 978-4-04-726444-1
  - 『B.A.D.3 繭墨はおとぎ話の結末を知っている』、2010年7月30日発売[6]、ISBN 978-4-04-726656-8
  - 『B.A.D.4 繭墨はさしだされた手を握らない』、2010年11月29日発売[7]、ISBN 978-4-04-726889-0
  - 『B.A.D.チョコレートデイズ 1』、2011年1月29日発売[8]、ISBN 978-4-04-727029-9
  - 『B.A.D.5 繭墨は猫の狂言を笑う』、2011年4月30日発売[9]、ISBN 978-4-04-727223-1
  - 『B.A.D.6 繭墨はいつまでも退屈に眠る』、2011年7月30日発売[10]、ISBN 978-4-04-727396-2
  - 『B.A.D.チョコレートデイズ 2』、2011年10月30日発売[11]、ISBN 978-4-04-727583-6
  - 『B.A.D.7 繭墨は人形の悲しみをかえりみない』、2012年1月30日発売[12]、ISBN 978-4-04-727791-5
  - 『B.A.D.8 繭墨は髑髏に花を手向けない』、2012年4月28日発売[13]、ISBN 978-4-04-727990-2
  - 『B.A.D.チョコレートデイズ 3』、2012年7月30日発売[14]、ISBN 978-4-04-728205-6
  - 『B.A.D.9 繭墨は人間の慟哭をただ眺める』、2012年10月29日発売[15]、ISBN 978-4-04-728416-6
  - 『B.A.D.10 繭墨は夢と現の境にたたずむ』、2013年1月30日発売[16]、ISBN 978-4-04-728657-3
  - 『B.A.D.11 繭墨は紅い花を散らす』、2013年8月30日発売[17]、ISBN 978-4-04-729090-7
  - 『B.A.D.12 繭墨は自らの運命に微笑む』、2013年12月26日発売[18]、ISBN 978-4-04-729324-3
  - 『B.A.D.13 そして、繭墨は明日もチョコレートを食べる』、2014年5月30日発売[19]、ISBN 978-4-04-729667-1
  - 『B.A.D.チョコレートデイズ 4』、2014年12月26日発売[20]、ISBN 978-4-04-730114-6

### 漫画
- 綾里けいし（原作）・kona（キャラクター原案）・榊原宗々（作画） 『B.A.D.』 角川書店〈角川コミックス・エース〉、全2巻
  1. 2012年7月26日初版発行（7月21日発売[21]）、ISBN 978-4-04-120357-6
  2. 2013年1月26日初版発行（1月24日発売[22]）、ISBN 978-4-04-120604-1
- 綾里けいし（原作）・kona（キャラクター原案）・榊原宗々（作画） 『B.A.D. 4コマ』 角川書店〈角川コミックス・エースエクストラ〉、2012年8月3日初版発行（8月2日発売[23]）、ISBN 978-4-04-120382-8

## ドラマCD
2011年2月16日に、ファミ通文庫ドラマCD・FB CollectDramaシリーズより『B.A.D. 嗤う髑髏』（Beyond Another Darkness わらうしゃれこうべ）のタイトルで発売された。

### キャスト
- 繭墨あざか - 丹下桜
- 小田桐勤 - 杉田智和
- 嵯峨雄介 - 近藤隆
- 山下和枝 - 世戸さおり
- 山下優紀子 - 細野雅世
- 杉田智之 - 石上裕一
- 嵯峨雄二郎 - 石井康嗣
- 嵯峨綾音 - 加藤美佐

### スタッフ
- 原作 - 綾里けいし
- 脚本 - みなづきともこ
- 制作 - ツーファイブ
- 音楽 - 山田康人
- ジャケットイラスト - kona
- パッケージデザイン - Aether Design Inc.
- 協力 - 田沢大典、ファミ通文庫編集部